# 金光陵
光陵，是中国金朝开国皇帝金太祖的八世祖函普的陵墓，函普是完颜部的始祖。
金熙宗即位后，天会十四年（1136年），追尊函普谥号为景元皇帝。皇统四年（1144年），称函普在金上京（今黑龙江省阿城市白城子）附近的墓葬地为光陵。正隆元年（1156年）十月，完颜亮将函普改葬于大房山（今北京市房山区），陵号依然是光陵。明朝末年，因为后金反明，被明朝政府破坏。